# خنثایش

پویانمایی تیتراسیون خنثاسازی یک اسید قوی و باز قوی. نقطه اکی‌والان با رنگ قرمز مشخص است.

خنثایش یا خنثاسازی یک فرایند شیمیایی است که در آن یک اسید و یک باز با یکدیگر به صورت کمّی واکنش می‌دهند. در نتیجهٔ خنثاسازی در آب، هیچ یون هیدروکسید یا هیدروژنی در محلول باقی نمی‌ماند. پی‌اچ در فرایند خنثاسازی، وابسته به قدرت اسیدی واکنش‌دهندگان است.